# I pionieri dello spazio
I pionieri dello spazio è una serie a fumetti italiana di fantascienza e avventura scritta e disegnata da Yambo. Fu pubblicata in 12 puntate sul settimanale Topolino della Mondadori dal 25 dicembre 1936 al 22 marzo 1937.

## Trama
La vicenda narra di un gruppo di esploratori dello spazio, i veri «pionieri dello spazio», che durante la loro missione compiono una storica passeggiata nello spazio.

## Pubblicazione
La serie fu pubblicata a puntate sul settimanale Topolino dal numero 209 (25 dicembre 1936) al numero 220 (22 marzo 1937), per un totale di 12 puntate.
Il fumetto è stato ristampato per la prima volta nel volume Yambo – Robottino, Gli uomini verdi, I pionieri dello spazio nella collana I fumetti amatoriali curata da Egidio Bregani e Camillo Moscati nel 1975.

## Accoglienza e critica
La storia è esplicitamente rivolta a un pubblico infantile ed è caratterizzata da una suggestiva «passeggiata spaziale» compiuta dai protagonisti.
La critica specializzata riconosce a Yambo il merito di aver «introdotto la fantascienza in Italia» attraverso il suo peculiare linguaggio illustrato.
I pionieri dello spazio viene considerato, insieme a Gli uomini verdi e Robottino, omino d'acciaio, un momento di svolta per il fumetto fantascientifico italiano.